# Monte Ponset
Il Monte Ponset (2.828 m s.l.m.) è una montagna delle Alpi Marittime, sita interamente in territorio francese, a sud del Monte Gelàs.
Incerte le origini del nome. Geologicamente è costituita da gneiss.

## Accesso alla vetta
La via di salita più facile si sviluppa sui ripidi prati e pietraie del versante orientale e non presenta difficoltà di arrampicata. Sul versante occidentale invece, si può salire per un originale canale cengia che taglia in diagonale tutta la parete con grado di difficoltà di I e II grado. Altri versanti presentano vie di arrampicata su roccia di maggiore impegno.